# فرودگاه بین‌المللی کوتا کینابالو
فرودگاه بین‌المللی کوتا کینابالو (به انگلیسی: Kota Kinabalu International Airport) (به زبان بومی: Lapangan Terbang Antarabangsa Kota Kinabalu) یک فرودگاه همگانی مسافربری با کد یاتا BKI است که یک باند فرود آسفالت دارد و طول باند آن ۳٬۷۸۰ متر است. این فرودگاه در شهر کوتا کینابالو کشور مالزی قرار دارد و در ارتفاع ۳ متری از سطح دریا واقع شده است.

## شرکت‌های هواپیمایی و مقصدهای پروازی
| شرکت‌های هواپیمایی                             | مقصدهای پروازی |
| --------------------------------------------- | --- |
| ایر سئول                                      | اینچئون |
| ایرآسیا                                       | بایون گوآنگجو، هانگجو ژیاشان، هنگ کنگ، ثنای، سلطان اسماعیل پترا، کوالالامپور، کوچینگ، میری، پنانگ، سانداکان، شنژن بن، چانگی سنگاپور، تائویوان تایوان، تاوائو، ووهان تیانهه |
| دراگون‌ایر                                     | هنگ کنگ |
| سبو پسیفیک                                    | نینوی آکوئینو |
| هواپیمایی شرقی چین اجرا توسط شانگهای ایرلاینز | شانگهای پودنگ |
| هواپیمایی جنوبی چین                           | بایون گوآنگجو |
| ایستار جت                                     | اینچئون فصلی: گیمهی |
| ججو ایر                                       | اینچئون |
| جبن ایر                                       | اینچئون |
| لاین ایر                                      | فصلی: شی‌آن شیان‌یانگ |
| لوکی ایر                                      | کونمینگ چانگشوی |
| مالزی ایرلاینز                                | کوالالامپور، کوچینگ، پرث، سانداکان، شانگهای پودنگ، تائویوان تایوان، تاوائو، تیانجین بینهای (آغاز از ۲۶ مارس ۲۰۱۸)، ناریتا فصلی: پنانگ                                      |
| مالزی ایرلاینز اجرا توسط MASwings             | بینتولو، کوچینگ، کودات، لابوآن، لاهاد داتو، لاواس، لیمبانگ، میری، مولو، سانداکان، سیبو، یوواتا، تاوائو                                                                     |
| مالیندو ایر                                   | کوالالامپور، تائویوان تایوان |
| ایراژیا فیلیپینز                              | نینوی آکوئینو |
| رویال برونئی                                  | برونئی |
| سیلک‌ایر                                       | چانگی سنگاپور |
| اسپرینگ ایرلاینز                              | شانگهای پودنگ، شنژن بن |
| تای ایرویز اینترنشنال اجرا توسط Thai Smile    | سووارنابومی (پایان در 31 August) |
| ژیامن ایرلاینز                                | فوژو چنگل |